# Anglure-sous-Dun
Anglure-sous-Dun település Franciaországban, Saône-et-Loire megyében. Lakosainak száma 146 fő (2022. január 1.). Anglure-sous-Dun Saint-Racho, Saint-Clément-de-Vers, Chauffailles és Mussy-sous-Dun községekkel határos.

## Népesség
A település népességének változása:
| Lakosok száma | 174  | 163  | 165  | 156  | 154  | 151  | 150  | 148  | 146  |
|               | 2013 | 2015 | 2016 | 2017 | 2018 | 2019 | 2020 | 2021 | 2022 |